# Passage Alfred-Stevens
Passage Alfred-Stevens är en passage i Quartier Saint-Georges i Paris nionde arrondissement. Passagen är uppkallad efter den belgiske målaren Alfred Stevens (1823–1906). Han ägde den mark, på vilken gatan anlades. Passage Alfred-Stevens börjar vid Rue Alfred-Stevens 10 och slutar vid Boulevard de Clichy 9.

## Omgivningar
- Notre-Dame-de-Lorette
- Fontaine Alfred-Stevens
- Rue des Martyrs
- Cité Malesherbes
- Rue Crétet

## Bilder
| - Passage Alfred-Stevens. - Alfred Stevens. - Fontaine Alfred-Stevens. - Notre-Dame-de-Lorette. |

## Kommunikationer
- Tunnelbana – linjerna   – Pigalle
- Busshållplats Pigalle – Paris bussnät
- Busshållplats Rochechouart – Martyrs – Paris bussnät

### Webbkällor
- ”Passage Alfred-Stevens”. Mairie de Paris. https://web.archive.org/web/20160303202514/http://www.v2asp.paris.fr/commun/v2asp/v2/nomenclature_voies/Voieactu/0208.nom.htm. Läst 24 november 2023.
- ”Passage Alfred-Stevens (9ème arrondissement)”. Les rues de Paris. https://web.archive.org/web/20160406081253/http://www.parisrues.com/rues09/paris-09-passage-alfred-stevens.html. Läst 24 november 2023.